# Flickan med duvan
Flickan med duvan (italienska Bambina con colomba) är en romersk skulptur från 100-talet e.Kr., utförd efter ett grekiskt original från 200-talet f.Kr. Skulptören har fångat flickan i den stund hon skyddar en duva från en orm. Skulpturen finns i Kapitolinska museerna i Rom.